# Kingdom Rush
Kingdom Rush est un jeu vidéo de type tower defense développé et édité par Ironhide Game Studio et sorti, à la base, le 19 décembre 2011 puis sur d'autres plateformes, notamment sur Steam le 6 janvier 2014 et sur Nintendo Switch le 30 juillet 2020.

## Système de jeu
Afin de gagner, le joueur doit empêcher des ennemis de passer en les combattant à l'aide de tour(s). Si plusieurs ennemis, représentant un total de 20 vies, s'enfuient d'un même niveau, celui-ci est perdu et le joueur doit réessayer. Si le joueur termine des niveaux, il gagne des étoiles pouvant être utilisées pour améliorer les compétences de ses tours, des renforts (que le joueur peut faire apparaître toutes les 10 secondes mais qui disparaissent au bout d'un moment) et du pouvoir spécial (pouvant être utilisé toutes les 60 secondes et qui cause une quantité importante de dégâts). Le joueur a aussi à choisir un héros pour chaque niveau (ils peuvent être débloqués au fil du jeu) qui gagne de l'expérience en combattant et augmente en niveaux permettant ainsi de l'améliorer. Le jeu illustre plusieurs biomes, en partie explorables, qui apportent de la diversité et du renouveau en permettant au joueur de débloquer de nouvelles améliorations de tours et d'affronter des  ennemis divers aux résistances et capacités différentes.

## Accueil
- Metacritic : 89/100

- Slide to Play : 100/100
- ZTGD : 69/100
- AppGamer : 90/100
- TouchGen : 80/100[4]
- GameZebo : 4,5/5(iOS)[5]
- IGN : 9/10[6]
- JeuxVideo.com : 18/20(iOS)[7]
- The Gamer's Temple : 94/100(iPhone)[8]
- TouchArcade : 4,5/5(iPad)[9]
- Pocket Gamer : 4,5/5(iOS + Android)[10]
- Modojo : 4,5/5[11]
- Gamereactor : 9/10[12]
- 148Apps : 4,5/5(iPad)[13]
- Multiplayer.it : 8,9/10(iOS)[14]
- Gameblog : 8/10(iPad)[15]

## Suites
La licence a eu quatre suites : Kingdom Rush Frontiers sorti le jeudi 6 juin 2013, Kingdom Rush Origins sorti le jeudi 20 novembre 2014, Kingdom Rush Vengeance sorti le jeudi 22 novembre 2018 et Legends of Kingdom Rush sorti le vendredi 11 juin 2021.